# Фольман, Ари
Ари Фольман (ивр. ארי פולמן‎; род. 17 декабря 1962, Хайфа) — израильский кинорежиссёр и сценарист. Обладатель «Золотого глобуса», премии «Сезар» и Asia Pacific Screen Awards за фильм «Вальс с Баширом», премии Европейской киноакадемии за лучший анимационный фильм («Конгресс»), трёхкратный лауреат премии «Офир». Кавалер Ордена Искусств и литературы (Франция, 2009).

## Биография
Ари Фольман родился в Хайфе в 1962 году. Он был последним ребёнком в семье профессора-химика, преподававшего в хайфском Технионе, и глазного врача. Военную службу проходил в бригаде «Голани» в офицерском звании, был ранен. Год после окончания действительной службы он провёл за границей, затем вернувшись в Израиль, чтобы изучать кинодело. Дипломная работа Фольмана и Ори Сивана, комедия абсурда «Уютно онемевший» (ивр. שאנן שיא‎, англ. Comfortably Numb), рассказывающая о психологических травмах израильтян, переживших ракетные атаки в ходе войны в Персидском заливе, получила приз Израильской академии кино в номинации «Лучший документальный фильм».
После нескольких лет работы в документальном кино Фольман в 1996 году снял по роману чешского писателя Павла Когоута художественный фильм «Святая Клара» (ивр. קלרה הקדושה‎). Картина завоевала «Офир» — приз Израильской академии кино — в семи номинациях, в том числе за лучшую режиссуру. Второй полнометражный художественный фильм Фольмана, «Сделано в Израиле» (ивр. Made in Israel‎) — футуристическая фантазия о преследовании последних на Земле нацистов — вышел на экраны в 2001 году. В первые годы XXI века Фольман работал как сценарист на израильском телевидении, сочиняя материал для популярных сериалов, в числе которых были «Субботы и праздники» (ивр. שבתות וחגים‎), «В лечении» (ивр. בטיפול‎) и «Недельная глава» (ивр. פרשת השבוע‎). За работу над сериалом «В лечении» Фольман вместе с другими сценаристами (в числе которых были Нир Бергман, Хагай Леви и Ори Сиван) получил в 2006 году приз Израильской академии телевидения; в дальнейшем этот проект бы адаптирован для американской телевизионной аудитории каналом HBO. В 2004 году, работая над документальным сериалом «То, из чего сделана любовь», Фольман привлёк к процессу художника Йони Гудмана, сделавшего к каждой серии анимационные сюжеты, используя самостоятельно разработанную флэш-технику.
Резервистскую службу Фольман как кинематографист-профессионал проходил, снимая ролики для АОИ. В сорок лет он подал заявление об отставке и был направлен к армейскому психологу на серию бесед. В ходе этих бесед, по словам Фольмана, он пришёл к выводу о необходимости анализа военного прошлого Израиля с точки зрения солдат, ведших эти войны. Вместе с группой единомышленников он начал сбор рассказов о первых трёх месяцах Ливанской войны. На основе собранного материала был снят 90-минутный видеофильм, который затем был переработан в анимационную ленту «Вальс с Баширом», рассказывающую о психологической травме, которой стала Ливанская война для многих израильских солдат. Деньги на производство собирал лично Фольман, взявший, когда пожертвований не хватило, ссуду на миллион шекелей. Над фильмом с ним снова работал Йони Гудман, чья флэш-техника использовалась при анимации, а также художник Давид Полонский. Эта картина вышла на экраны в 2008 году, собрав многочисленные израильские и международные награды. Фольман был удостоен двух «Офиров» — как сценарист и режиссёр — и премий Гильдий режиссёров и сценаристов США, «Вальс» среди прочих наград получил «Сезар» и «Золотой глобус» и номинирован на «Оскар» за лучший фильм на иностранном языке, а также удостоен приза Азиатско-Тихоокеанской академии кино как лучший анимационный фильм. «Вальс с Баширом» и полученные им награды сделали Фольмана мишенью для резкой критики из обоих лагерей израильской политики. Люди с правыми взглядами обвиняли его в предательстве интересов Израиля, а некоторые левые журналисты (в частности Гидеон Леви) одновременно бросали ему обвинения в цинизме и готовности делать деньги на крови арабов.
В 2013 году вышел на экраны очередной фильм Фольмана, «Конгресс». Эта антиутопическая картина, показывающая возможное недалёкое будущее кинематографа и общества в целом, удостоилась высокой оценки в журнале IndieWIRE и более прохладных отзывов в Variety и Hollywood Reporter. Лента вошла в конкурсную программу Каннского фестиваля, завоевала несколько гран-при на фестивалях менее высокого ранга и была награждена призом Европейской киноакадемии за лучший анимационный фильм. Новый проект Фольмана — анимированный фильм, сочетающий рисованую и кукольную анимацию, сюжет которого построен на дневнике Анны Франк — был анонсирован уже в 2013 году, а в 2015 году в Интернете появились первые кадры из новой картины. Фильм был включен во внеконкурсную программу 74-го Каннского кинофестиваля. Мировая премьера фильма «Где Анна Франк?» состоялась в рамках этого кинофестиваля в июле 2021 года, а уже в августе этой картиной открылся 38-й Иерусалимский кинофестиваль.
Фольман женат на кинопродюсере Анат Асулин, у супругов трое детей.

## Фильмография

### Сценарист
- 1996 — Святая Клара (ивр. קלרה הקדושה‎)
- 2001 — Сделано в Израиле (ивр. Made in Israel‎)
- 2001—2004 — Субботы и праздники (ивр. שבתות וחגים‎) (т/с)
- 2005 — В лечении (ивр. בטיפול‎) (т/с)
- 2006—2009 — Недельная глава (ивр. פרשת השבוע‎) (т/с)
- 2008 — Вальс с Баширом
- 2010 — Справочник революционера (ивр. המדריך למהפכה‎) (документальный)
- 2013 — Конгресс

### Режиссёр
- 1996 — Святая Клара
- 2001 — Сделано в Израиле
- 2008 — Вальс с Баширом
- 2013 — Конгресс
- 2021 — Где Анна Франк?

### Продюсер
- 2008 — Вальс с Баширом
- 2013 — Конгресс
- 2021 — Где Анна Франк?

### Актёр
- 2006 — Недельная глава (серия «Ваера») — профессор Штерн

## Награды и номинации
Награды
- 1996 — «Офир» за лучшую режиссуру («Святая Клара»)
- 1996 — специальное упоминание жюри кинофестиваля в Карловых Варах («Святая Клара»)
- 2006 — Премия Израильской академии телевидения за лучший сценарий драматического сериала («В лечении», в коллективе авторов)
- 2008 — «Офир» за лучший сценарий («Вальс с Баширом»)
- 2008 — «Офир» за лучшую режиссуру («Вальс с Баширом»)
- 2008 — Гран-при Варшавского кинофестиваля («Вальс с Баширом»)
- 2008 — Asia Pacific Screen Awards за лучший анимационный фильм («Вальс с Баширом»)
- 2009 — «Сезар» за лучший фильм на иностранном языке («Вальс с Баширом»)
- 2009 — «Золотой глобус» за лучший фильм на иностранном языке («Вальс с Баширом»)
- 2009 — Премия Гильдии режиссёров Америки лучшему режиссёру документального фильма («Вальс с Баширом»)
- 2010 — «Бодиль» за лучший не-американский фильм («Вальс с Баширом»)
- 2010 — приз Иерусалимского международного кинофестиваля за лучший сценарий («Справочник революционера», в коллективе авторов)
- 2013 — Премия Европейской киноакадемии за лучший анимационный фильм («Конгресс»)
- 2014 — Открытый гран-при Tokyo Anime Awards («Конгресс»)

Номинации
- 1996 — «Хрустальный глобус» кинофестиваля в Карловых Варах («Святая Клара»)
- 2001 — «Офир» за лучший сценарий и лучшую режиссуру («Сделано в Израиле»)
- 2008 — Премия Европейской киноакадемии за лучший фильм, лучший сценарий и лучшую режиссуру («Вальс с Баширом»)
- 2008 — «Золотая пальмовая ветвь» Каннского кинофестиваля («Вальс с Баширом»)
- 2008 — Гран-при кинофестиваля «Тёмные ночи» («Вальс с Баширом»)
- 2009 — «Оскар» за лучший фильм на иностранном языке («Вальс с Баширом»)
- 2009 — Премия BAFTA за лучший анимационный фильм и Премия BAFTA за лучший неанглоязычный фильм («Вальс с Баширом»)
- 2009 — Премия «Давид ди Донателло» за лучший европейский фильм («Вальс с Баширом»)
- 2009 — «Энни» за лучшую режиссуру и лучший сценарий анимационного фильма («Вальс с Баширом»)
- 2010 — «Золотой жук» (Швеция) за лучший фильм на иностранном языке («Вальс с Баширом»)
- 2010 — «Офир» за лучший сценарий («Справочник революционера», в коллективе авторов)
- 2013 — приз «Золотой апельсин» Международного анталийского кинофестиваля («Конгресс»)
- 2013 — приз «Мария» кинофестиваля в Сиджесе (Каталония) за лучший художественный фильм («Конгресс»)
- 2021 — Asia Pacific Screen Awards за лучший анимационный фильм («Где Анна Франк»)
- 2021 — Премия Европейской киноакадемии за лучший анимационный фильм («Где Анна Франк?»)
- 2021 — Гран-при кинофестиваля в Сиджесе («Где Анна Франк?»)